# Martha Hunt
Martha Seifert Hunt (Wilson, 27 aprile 1989) è una supermodella statunitense.

## Carriera
Martha Hunt viene scoperta per caso da un fotografo di Charlotte che la introduce nelle agenzie di New York, dove si trasferisce all'età di 18 anni con lo scopo di diventare modella, e infatti pochi mesi dopo sfila a Parigi per Issey Miyake, successivamente sfila anche per Armani, Louis Vuitton, Chanel, Givenchy, Prada e molti altri.
Nel dicembre del 2014 appare come guest star nella quarta stagione di 2 Broke Girls, insieme alla modella Lily Aldridge, Nel maggio 2015 è nel cast del videoclip di Bad Blood della cantante Taylor Swift.
Nel 2017 viene scelta, insieme alla collega Jasmine Tookes, come protagonista della campagna pubblicitaria primavera/estate di Liu Jo., nello stesso anno è apparsa nel video di Paris dei The Chainsmokers, e in quello della canzone 2U di Justin Bieber e David Guetta, insieme ad altre cinque modelle di Victoria's Secret.

### Victoria's Secret
Iniziò a lavorare con Victoria's Secret nel 2013, anno in cui partecipò al suo primo Fashion Show, oltre ad apparire in diverse campagne pubblicitarie. Nel 2014 viene scelta dalla casa di moda per lanciare il nuovo profumo Fearless. Dall'aprile 2015 al 2019 ricoprì il ruolo di Victoria's Secret Angels, sempre nel 2015 partecipò all'annuale show indossando un corsetto decorato con oltre 90.000 cristalli Swarovski dalle tonalità oro, rosse, smeraldo e blu, creato dal designer parigino Serkan Cura. A completare l'outfit un paio di ali decorate da 20.000 cristalli e illuminate da 4 metri di luci LED, per un totale di 1200 luci.

## Filmografia
- 2 Broke Girls – serie TV, 1 episodio (2014)

### Videoclip
- Bad Blood di Taylor Swift, (2015)
- Paris dei The Chainsmokers, (2017)
- 2U di Justin Bieber e David Guetta, (2017)

## Agenzie
- IMG Models – Milano, New York, Parigi, Londra, Sydney
- Modelwerk – Amburgo

## Campagne pubblicitarie
- Albion Cosmetics (2014)
- Arizia P/E (2017)
- BCBG Max Azria A/I (2010)
- Beymen P/E (2017)
- Boss Black Bodywear A/I (2011)
- BOSS Orange A/I (2015) P/E (2016)
- Boss Eyewear P/E (2016)
- Express (2013)
- Free People (2014-2015)
- Hugo Boss home (2017)
- Hugo Boss Eyewear (2016)
- i Blues (2014-2015)
- Jessica Simpson P/E (2018)
- Joe Fresh (2016)
- Juicy Couture Black Label Collection A/I (2014)
- Lindex A/I (2015)
- Liu Jo P/E (2017)
- Liu Jo Jeans (2017)
- London Fog (2016)
- Lord & Taylor (2016)
- Marc Fisher (2018)
- Michael Kors Watches (2016)
- Max & Co A/I (2013)
- Miu Miu P/E (2013)
- Pandora Jewerly (2016)
- Pennyblack P/E (2012)
- Ramy Brook P/E (2018) A/I (2018)
- Rebecca Minkoff P/E (2014)
- Revlon (2017)
- Seafolly (2016)
- Santa Lolla (2014)
- Solid & Striped P/E (2015)
- Swarovski (2017-2018)
- Toone Cosmetics (2018)
- Via Spiga A/I (2011)
- Victoria's Secret (2013-presente)
- Victoria's Secret Angel (2015-presente)
- Y-3 P/E (2010)